# Se-Jin Lee
Se-Jin Lee (koreanisch 이세진; * 20. Oktober 1958 in Seoul, Südkorea) ist ein koreanisch-amerikanischer Molekularbiologe und Genetiker an der University of Connecticut. Er ist für die Entdeckung von Myostatin und die Aufklärung seiner Wirkung als Regulator des Muskelaufbaus und der Muskelmasse bekannt.

## Leben und Wirken
Lee erwarb 1981 am Harvard College einen Bachelor in Biochemie und 1989 bei Daniel Nathans an der Johns Hopkins Medical School einen kombinierten M.D. und Ph.D. Anschließend arbeitete Lee als unabhängiger Forscher (Staff Associate) in der Abteilung für Embryologie der Carnegie Institution of Washington, bevor er 1991 eine erste Professur (Assistant Professor) für Molekularbiologie und Genetik an der Johns Hopkins University erhielt. Bis 2001 stieg er zu einer ordentlichen Professur auf. 2017 wurde er an der Johns Hopkins University emeritiert, erhielt aber Forschungsprofessuren am Jackson Laboratory und an der University of Connecticut (Presidential Distinguished Professor).
Lee und Mitarbeiter identifizierten Myostatin als Muskel-spezifisches Mitglied der Transforming growth factor beta superfamily, einer Protein-Superfamilie, deren Mitglieder mit TGF-β-Rezeptoren reagieren. Knockout-Mäuse, denen Myostatin fehlt, entwickeln die doppelte Muskelmasse im Vergleich zu normalen Mäusen. Weitere Ergebnisse der Arbeitsgruppe um Lee waren die Identifizierung von Myostatin-Mutanten bei Rindern und bei Menschen, die Identifizierung des Myostatin-Rezeptors, von natürlichen Inhibitoren, darunter Follistatin und das Myostatin-Propeptid. Lee konnte zeigen, dass Myostatin zur Gruppe der Chalone gehört, einer archaischen Gruppe der Wachstumsinhibitoren, und eröffnete Ausblicke auf mögliche Therapien krankhaften Verlustes an Muskelmasse beim Menschen (Kachexie). Jüngere Arbeiten Lees befassen sich mit weiteren Mitgliedern der TGF-β-Superfamilie, die Lee growth/differentiation factors (GDF) nennt, und ihren Rezeptoren, darunter ACVR2 und ACVR2B.
Lee hat laut Google Scholar einen h-Index von 57, laut Datenbank Scopus einen von 51 (jeweils Stand Dezember 2024).
Lee ist verheiratet und hat einen Sohn.

## Auszeichnungen (Auswahl)
- 2010 Fellow der American Association for the Advancement of Science
- 2012 Mitglied der National Academy of Sciences[4]
- 2013 Rolf Luft Award[5]
- 2013 Ho-Am-Preis[6]
- 2015 Fellow der National Academy of Inventors
- 2023 Passano Award[7]